# Back Roads (film 2018)
Back Roads è un film del 2018 diretto e interpretato da Alex Pettyfer, alla sua prima esperienza da regista, e basato sul romanzo omonimo di Tawni O'Dell.

## Trama
Dopo l'omicidio del patrigno da parte della madre Bonnie, il diciottene Harley Altmeyer cerca di convivere con le conseguenze crescendo le tre sorelle più piccole in una piccola cittadina rurale della Pennsylvania. Tormentato dalle vicende familiari e da lavori insoddisfacenti, alle prese con la ribelle e sensuale Ambra, sedicenne maggiore tra le tre, cerca nella più matura e sposata Callie Mercer una relazione senza futuro. Ben presto viene risucchiato dal vortice dei segreti familiari e dalle difficoltà.

## Riconoscimenti
- 2018 - Rhode Island International Film Festival
  - Primo premio